# Лидеры эскадренных миноносцев типа «Навигатори»
Эскадренные миноносцы типа «Навигатори» (итал. navigatori — мореход, мореплаватель) — тип эскадренных миноносцев Королевского итальянского флота, построенных в конце 1920-х годов. Были названы в честь итальянских мореплавателей.
Заказаны флотом в 1926 году как ответ на новые французские лидеры типов «Ягуар» и «Бизон», классифицировались как лидеры эсминцев (по итальянской классификации — esploratori). Переведены в класс эсминцев в 1938 году.

## Конструкция и вооружение
Как и лидеры других стран «Навигатори» получили эшелонное расположение энергетической установки, что повышало живучесть корабля. На испытаниях эсминцы показали феноменальную скорость под 40 узлов, а эсминец «Да Мосто» — 43,5. Но при повседневной службе «Навигатори» редко могли превысить 32 узла.

### Вооружение
Артиллерийское вооружение было представлено новыми 120-мм/50 орудиями образца 1926 года размещёнными в трёх спаренных установках. Максимальный угол возвышения орудия составлял 45°, дальность составляла 18500 м. Под каждой 120-мм установкой находился погреб боезапасов. Общий боекомплект, находившийся в погребах равнялся 1300 снарядам.
Торпедные аппараты на эсминцах «Навигатори» были необычной конструкции: в трёхтрубном аппарате центральная труба предназначалась для пуска 450-мм торпед, а боковые — для 533-мм.
В 1940—1941 годах изменили зенитное вооружение кораблей, заменив старые 40-мм автоматы и 13,2 пулемёты на 7 (7 × 1) 20-мм/65 автоматов «бреда». На некоторых эсминцах количество автоматов доходило до девяти.
В 1942 году на эсминцах «Пигафетта», «Да Рекко», «Малочелло», «Панкальдо», «Да Ноли», «Вивальди» и «Дзено» сняли кормовой торпедный аппарат и установили два 37-мм/54 зенитных орудия.

## Модернизация
Во время службы выявились серьёзные ошибки проектирования кораблей, они обладали недостаточной остойчивостью. Для устранения дефекта в начале 1930-х годов все эсминцы этого типа прошли модернизацию. Высокая надстройка была понижена на один ярус, уменьшена высота дымовых труб и ликвидированы бортовые топливные цистерны. Для хранения нефти стали использовать междудонное пространство. Кроме того, на обоих торпедных аппаратах сняли центральную 450-мм трубу. Все эти меры несколько улучшили ситуацию с остойчивостью, но в целом мореходность «Навигатори» оставляла желать лучшего, носовая оконечность эсминцев сильно заливалась водой в свежую погоду.
После десяти лет службы, в конце 1930-х годов «Навигатори» прошли вторую модернизацию связанную с улучшением мореходности. Ширину корпуса увеличили на 1 метр, надстроили носовую оконечность, придав ей яхтенные обводы и значительный подъём к форштевню. За счёт увеличения объёма корпуса запас топлива довели до 680 тонн, но рост водоизмещения привёл к падению скорости до 27-28 узлов. В торпедном аппарате установили центральную трубу калибром 533-мм, как и две боковые.
С 1938 по 1940 работы успели провести на 10 кораблях, эсминцы «Да Рекко» и «Узодимаре» остались немодернизированными.

## Список кораблей
| Эсминец                                              | Бортовое обозначение | Верфь  | Спущен на воду | Начало службы | Конец службы |
| ---------------------------------------------------- | -------------------- | ------ | -------------- | ------------- | --- |
| Альвизе да Мосто (итал. Alvise da Mosto)             | DM                   | CNQ    | 1.7.1929       | 15.1.1931     | потоплен 1.12.41 северо-западнее Триполи английскими крейсерами «Аврора», «Пенелопа», эсминцами «Лэнс», «Лайвли»                                                                   |
| Антонио да Ноли (итал. Antonio da Noli)              | DN                   | CdT RT | 21.5.1929      | 29.12.1929    | подорвался на мине и затонул 9.9.43 в проливе Бонифачо |
| Антонио Пигафетта (итал. Antonio Pigafetta)          | PI                   | CNQ    | 10.11.1929     | 1.5.1931      | затоплен в Фиуме 10.9.43, поднят немцами, введён в строй как ТА-44. Потоплен английскими самолётами в Триесте 17.2.45                                                              |
| Антониотто Узодимаре (итал. Antoniotto Usodimare)    | US                   | OS     | 12.5.1929      | 21.11.1929    | потоплен 8.6.42 в Сицилийском проливе итальянской подводной лодкой «Алаги» по ошибке                                                                                               |
| Эммануэле Пессаньо (итал. Emmanuele Pessagno)        | PS                   | CNR A  | 12.8.1929      | 10.3.1930     | потоплен 29.5.42 севернее Бенгази английской подводной лодкой «Турбулент» |
| Джованни да Веррацано (итал. Giovanni da Verrazzano) | DV                   | CNQ    | 15.12.1928     | 25.9.1930     | потоплен 19.10.42 южнее острова Пантеллерия английской подводной лодкой «Анбендинг»                                                                                                |
| Ланчеротто Малочелло (итал. Lancerotto Malocello)    | MO                   | An     | 14.3.1929      | 18.1.1930     | подорвался на мине и затонул 24.3.43 севернее мыса Бон |
| Леоне Панкальдо (итал. Leone Pancaldo)               | PN                   | CdT RT | 9.12.1928      | 30.11.1929    | потоплен английским самолетом-торпедоносцем 10.7.40 в гавани Аугусты, поднят 26.7.41, отремонтирован и введён в строй. Потоплен 30.3.43 в районе мыса Бон американскими самолётами |
| Лука Тариго (итал. Luca Tarigo)                      | TA                   | An     | 9.12.1928      | 16.11.1929    | потоплен 16.4.41 в районе Сфакса артиллерией английских эсминцев «Мохавк», «Нубиан», «Джанус», «Джервис»                                                                           |
| Николозо да Рекко (итал. Nicoloso da Recco)          | DR                   | CNR A  | 5.1.1930       | 20.5.1930     | списан 15.7.54 |
| Николо Дзено (итал. Nicolo Zeno)                     | ZE                   | CNQ    | 12.8.1928      | 27.5.1930     | затоплен 9.9.43 в Триесте |
| Уголино Вивальди (итал. Ugolino Vivaldi)             | VI                   | OS     | 9.1.1929       | 6.3.1930      | тяжело повреждён немецкой береговой артиллерией и авиацией, 9.9.43 затонул у острова Сардиния                                                                                      |